# Elecciones generales de Costa Rica de 1966
Las elecciones presidenciales costarricenses de 1966 se realizaron el domingo 6 de febrero de ese año. Fueron elecciones muy polarizadas al haber solo dos candidatos puesto que la derecha presentó una candidatura unificada. Finalmente ganó José Joaquín Trejos en una de las elecciones más reñidas de la historia por poco más de 4000 votos, pero con minoría en la Asamblea.

## Historia
La oposición al gobierno liberacionista de aquel entonces formó una coalición conocida como Unificación Nacional y conformada por el socialcristiano Partido Republicano Nacional de Calderón Guardia y el conservador/liberal Partido Unión Nacional de Otilio Ulate. Calderón y Ulate, antiguos enemigos durante la guerra civil de 1948, se unieron para sacar del poder al Partido Liberación Nacional y presentaron como candidato a José Joaquín Trejos, figura poco conocida en aquel momento, siendo un profesor universitario sin militancia política importante en ninguno de los dos partidos y que nunca antes había ejercido un cargo de elección popular o público. Por su parte la Convención Nacional Liberacionista del 24 de abril de 1965 escogió al canciller Daniel Oduber Quirós como su nominado presidencial siendo precandidato único.

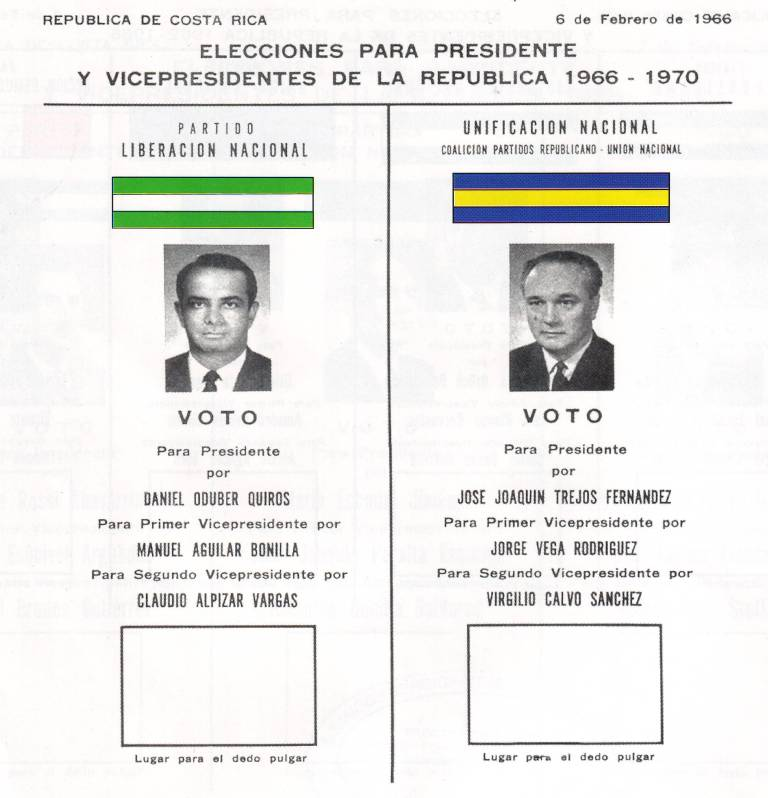
Papeleta utilizada en esta elección.

La campaña fue además mucho más ideológica de lo normal. Unificación criticaba al PLN por ser un partido estatista cuyo socialismo ahogaba a la empresa privada y al productor nacional y trataba de mostrarse como la opción del desarrollo económico liberal. El PLN al contrario, acusaba a Trejos de estar al servicio de los grandes hacendados y del Gran Capital quienes querían que el estado fuera débil para que dejara de proteger a los trabajadores y éstos pudieran ser explotados impunemente. Así esta campaña se enfocó en una lucha programática entre las propuestas del socialismo democrático y del liberalismo.
Respecto a la izquierda, esta participó en las elecciones anteriores mediante el Partido Acción Democrática Popular fundado por el socialdemócrata y exliberacionista Enrique Obregón, sin embargo para estas elecciones la Asamblea Legislativa hizo efectivo el artículo 98 de la Constitución que prohibía partidos marxistas por lo que el PADP fue ilegalizado por ser una mampara usada por la dirigencia comunista. Obregón le dio la adhesión a Oduber. Mientras Manuel Mora Valverde, el líder histórico de la izquierda, publica un manifiesto en una radioemisora y en un periódico aduciendo que no llama a votar por Oduber pero si contra Trejos al considerar que las fuerzas más reaccionarias están tras él. Los liberacionistas no la desmintieron esperando que el voto comunista les favoreciera pero tuvo el efecto contrario.
El contexto fuertemente anticomunista en plena Guerra Fría y recién sucedida la Revolución cubana llevó a ambos bandos a acusarse mutuamente de tener vínculos con el comunismo; al PLN por su ideología socialista (y la adhesión de Obregón) y a la CUN por su vínculo con el calderonismo.

## Partidos participantes

### Partidos nacionales
| Partido | Partido                        | Posición        | Ideología                       |
| ------- | ------------------------------ | --------------- | ------------------------------- |
|         | Partido Liberación Nacional    | Centroizquierda | Liberacionismo/Socialdemocracia |
|         | Coalición Unificación Nacional | Centroderecha   | Liberalismo y Calderonismo      |
|         | Unión Cívica Revolucionaria    | Ultraderecha    | Anticomunismo                   |
|         | Partido Demócrata              | Centroderecha   | Cortesismo                      |

### Partidos Provinciales
| Partido                          | Provincia  |
| -------------------------------- | ---------- |
| Partido Republicano Guanacasteco | Guanacaste |

## Resultados

### Presidente y Vicepresidentes
|  | 50.48 % |

|  | 49.52 % |

|  | 97.76 % |

|  | 0.85 % |

|  | 1.39 % |

|  | 100.00 % |

|  | 81.40 % |

#### Resultado por provincia
| Distrito   | Trejos (UN) | Trejos (UN) | Oduber (PLN) | Oduber (PLN) |
| Distrito   | Votos       | %           | Votos        | %            |
| ---------- | ----------- | ----------- | ------------ | ------------ |
| Alajuela   | 41.835      | 51,08       | 40.059       | 48,92        |
| Cartago    | 25.049      | 48,56       | 26.532       | 51,44        |
| Guanacaste | 20.156      | 48,04       | 21.801       | 51,96        |
| Heredia    | 16.950      | 51,18       | 16.167       | 48,82        |
| Limón      | 9.034       | 54,69       | 7.485        | 45,31        |
| Puntarenas | 21.602      | 55,73       | 17.160       | 44,27        |
| San José   | 88.184      | 49,66       | 89.386       | 50,34        |
| Total      | 222.810     | 50,48       | 218.590      | 49,52        |

### Asamblea Legislativa
Las elecciones legislativas de 1966 se realizaron el domingo 6 de febrero. Los partidos Republicano Nacional y Unión Nacional, antiguos enemigos durante la relativamente reciente guerra civil de 1948, decidieron unirse para crear una fuerza de oposición capaz de vencer al Partido Liberación Nacional creando la primera coalición política de la segunda República de Costa Rica. Aunque Unificación logró obtener la presidencia con su candidato José Joaquín Trejos en unas elecciones muy reñidas, no obtuvo mayoría en el Congreso. El único partido minoritario que no formaba parte de los dos grandes bloques y que consiguió escaños fue el ultraderechista y anticomunista Unión Cívica Revolucionaria de Frank Marshall, quien fue elegido diputado.
En estas elecciones el futuro presidente Rodrigo Carazo Odio consiguió el cargo de diputado.
Participaron en total cinco partidos: Liberación Nacional, Unificación Nacional, Unión Cívica Revolucionaria, Demócrata y Republicano Guanacasteco. Solo los tres primeros obtuvieron representación.
|                                 |                                        |         |        |         |       |
| Partido                         | Partido                                | Votos   | %      | Escaños | +/–   |
|                                 | Partido Liberación Nacional (PLN)      | 202,891 | 48,93  | 29      | 0     |
|                                 | Coalición Unificación Nacional (UN)    | 178,953 | 43,16  | 26      | Nuevo |
|                                 | Unión Cívica Revolucionaria (UCR)      | 22,721  | 5,48   | 2       | Nuevo |
|                                 | Partido Demócrata (PD)                 | 8,543   | 2,06   | 0       | Nuevo |
|                                 | Partido Republicano Guanacasteco (PRG) | 1,529   | 0,37   | 0       | Nuevo |
|                                 |                                        |         |        |         |       |
| Votos válidos                   | Votos válidos                          | 414.652 | 91,84  | –       | –     |
| Votos en blanco                 | Votos en blanco                        | 8.090   | 1,79   | –       | –     |
| Votos nulos                     | Votos nulos                            | 28.748  | 6,37   | –       | –     |
| Total                           | Total                                  | 451,490 | 100,00 | 57      | 0     |
| Participación                   | Participación                          | 554,627 | 81.40  | +0,53   | +0,53 |
| Fuente: TSE; Election Resources |                                        |         |        |         |       |

#### Provincial
| Provincia  | Liberación Nacional | Liberación Nacional | Coalición Unificación Nacional | Coalición Unificación Nacional | Unión Cívica Revolucionaria | Unión Cívica Revolucionaria | Demócrata | Demócrata | Republicano Guanacasteco | Republicano Guanacasteco |   |
| Provincia  | %                   | #                   | %                              | #                              | %                           | #                           | %         | #         | %                        | #                        |   |
| ---------- | ------------------- | ------------------- | ------------------------------ | ------------------------------ | --------------------------- | --------------------------- | --------- | --------- | ------------------------ | ------------------------ | - |
| Provincia  | San José            | 49.4                | 10                             | 42.3                           | 9                           | 7.2                         | 2         | 1.1       | 0                        | -                        | - |
| Alajuela   | 49.2                | 5                   | 44.6                           | 5                              | 3.1                         | 0                           | 3.1       | 0         | -                        | -                        |   |
| Cartago    | 49.7                | 4                   | 39.5                           | 3                              | 5.4                         | 0                           | 5.4       | 0         | -                        | -                        |   |
| Heredia    | 49.0                | 2                   | 46.1                           | 1                              | 2.8                         | 0                           | 2.0       | 0         | -                        | -                        |   |
| Puntarenas | 44.2                | 3                   | 50.5                           | 4                              | 4.1                         | 0                           | 1.3       | 0         | -                        | -                        |   |
| Limón      | 44.5                | 2                   | 44.4                           | 1                              | 7.8                         | 0                           | 3.4       | 0         | -                        | -                        |   |
| Guanacaste | 51.5                | 3                   | 38.8                           | 3                              | 5.5                         | 0                           | 0.3       | 0         | 3.9                      | 0                        |   |
| Total      | 48.9                | 29                  | 43.2                           | 26                             | 5.5                         | 2                           | 2.1       | 0         | 0.4                      | 0                        |   |

## Concejos municipales
| Partidos                  | Partidos                              | Voto    | %      | ±     | Regidores | Regidores | Síndicos | Síndicos |
| Partidos                  | Partidos                              | Voto    | %      | ±     | Total     | +/-       | Total    | +/-      |
| ------------------------- | ------------------------------------- | ------- | ------ | ----- | --------- | --------- | -------- | -------- |
|                           | Partido Liberación Nacional (PLN)     | 207,876 | 49.32  | -0.55 | 152       | +4        | 202      | -78      |
|                           | Coalición Unificación Nacional (CUN)  | 195,092 | 46.29  | Nuevo | 140       | Nuevo     | 132      | Nuevo    |
|                           | Unión Cívica Revolucionaria (UCR)     | 13,918  | 3.30   | Nuevo | 1         | Nuevo     | 0        | Nuevo    |
|                           | Partido Demócrata (PD)                | 2,809   | 1.77   | Nuevo | 0         | Nuevo     | 0        | Nuevo    |
|                           | Partido Republicano Guancasteco (PRG) | 1,335   | 0.37   | Nuevo | 0         | Nuevo     | 0        | Nuevo    |
|                           | Frente Democrático Palmareño (FDP)    | 451     | 0.19   | Nuevo | 0         | Nuevo     | 0        | Nuevo    |
|                           |                                       |         |        |       |           |           |          |          |
| Votos válidos             | Votos válidos                         | 412.481 | 93,39  |       |           |           |          |          |
| Votos en blanco           | Votos en blanco                       | 9.381   | 2,08   |       |           |           |          |          |
| Votos nulos               | Votos nulos                           | 20.465  | 4,53   |       |           |           |          |          |
| Total                     | Total                                 | 451,327 | 100.00 | -     | 293       | +18       | 334      | +10      |
| Registrados/Participación | Registrados/Participación             | 554,627 | 81,37  |       |           |           |          |          |
|                           |                                       |         |        |       |           |           |          |          |
| Fuente                    |                                       |         |        |       |           |           |          |          |